# Руднев, Юрий Николаевич
Юрий Николаевич Руднев (19 декабря 1954, Краснодарский край, СССР) — российский мини-футбольный тренер. С января 2012 года возглавлял московскую «Дину». В июне 2012 года возглавил сыктывкарскую «Новую генерацию». Более всего известен своей работой в клубе «Динамо-Ямал», который возглавлял на протяжении большей части его чемпионской серии.

## Биография
Игровая карьера Руднева прошла в ленинградском «Кировце». После её завершения занял в клубе должность тренера, а затем главного тренера. В 1993 году он перешёл в мини-футбол, тренировав в 1993—1999 годах петербургские клубы «Галакс» и «Зенит», а в сезоне 1999—2000 — «Норильский никель». Затем вошёл в тренерский штаб «Спартака», помог клубу стать чемпионами в сезоне 2000/01, после чего в течение одного сезона тренировал местное «Единство» СПб.
Возглавив екатеринбургскую «Альфу», Руднев привёл её к победам в Кубке России и Кубке обладателей кубков. После распада «Альфы» возглавил другой екатеринбургский клуб, «ВИЗ-Синару», с которым добился победы в регулярном чемпионате и третьего места в результате плей-офф.
В 2003 году возглавил московское «Динамо», с которым в первом сезоне стал чемпионом. В 2005 году ушёл из «Динамо», однако, потренировав «Норильский никель» и «ТТГ-Яву», через два года вернулся обратно. В 2007 году привёл клуб к победе в Кубке УЕФА.
В начале 2009 года Руднев был уволен из «Динамо» по причине неудовлетворительных результатов и заменён на бразильца Сержио Сапо, однако менее чем через два месяца вновь вернулся. Через год вновь был уволен, так как руководство «Динамо-Ямала» было недовольно третьим местом в сезоне 2010/11.
С лета 2010 года возглавил петербургский «Политех». Привёл клуб к лучшему результату в истории команды — седьмому месту. В следующем сезоне команда начала показывать более скромные результаты, и Руднев покинул её, чтобы в скором времени возглавить московскую «Дину». Вывел клуб в плей-офф, где в четвертьфинале по сумме пяти встреч команда проиграла «Сибиряку». Руководство клуба не стало продлевать контракт на новый сезон. В 2012 году возглавил клуб «Новая генерация» Сыктывкар вместо ушедшего в «Синару» Вадима Яшина.
Затем стал главным тренером мини-футбольного клуба «Ухта».

## Достижения
В качестве тренера «Альфы»
- Обладатель Кубка России по мини-футболу 2001
- Обладатель Кубка обладателей кубков по мини-футболу 2002

В качестве тренера «Динамо»
- Чемпион России по мини-футболу (4): 2004, 2005, 2007, 2008
- Обладатель Кубка России по мини-футболу (5): 2003, 2004, 2008, 2009, 2010
- Обладатель Кубка УЕФА по мини-футболу: 2006-2007